# Linzer Eisenbahnbrücke
Linzer Eisenbahnbrücke – most kolejowo-drogowy, jeden z trzech mostów na Dunaju znajdujących się w obrębie miasta Linz w Austrii. Stanowi część łącznika kolejowego pomiędzy kolejami Mühlkreisbahn oraz Westbahn (Austria). Pomimo nazwy ('Eisenbahnbrücke' to po niemiecku dosłownie "most kolejowy"), most obsługuje zarówno ruch samochodowy jaki kolejowy. Na czas przejazdu pociągów ruch samochodów na moście jest zatrzymywany.
Latem 2016 roku most został rozebrany i zostanie zastąpiony nowym mostem. Nowy most, którego zakończenie budowy zaplanowano na jesień 2020 roku, będzie miał oddzielne pasy ruchu tramwajowego i samochodowego.

## Historia
Budowa mostu trwała od 1897 do 1900 roku i kosztowała 1,2 miliona koron. Most został oficjalnie otwarty 14 listopada 1900 roku. Most przetrwał drugą wojnę światową w nienaruszonym stanie. Po wojnie został objęty ochroną konserwatora zabytków w roku 1994, spod której został wykluczony w roku 2013 ze względu na zły stan techniczny oraz wysoki koszt niezbędnych napraw.